# Lophoptera apirtha
Lophoptera apirtha är en fjärilsart som beskrevs av Swinhoe 1900. Lophoptera apirtha ingår i släktet Lophoptera och familjen nattflyn. Inga underarter finns listade i Catalogue of Life.